# Daniel Díaz Torres
Daniel Díaz Torres (31 de diciembre de 1948 - 16 de septiembre de 2013) fue un director de cine y guionista cubano. Dirigió 16 películas desde 1975. Su película Jíbaro de 1985 se inscribió en el 14.° Festival Internacional de Cine de Moscú.
Su película Alicia en el Pueblo de las Maravillas fue censurada por el gobierno cubano.

## Filmografía

### Documentales
- 1975: Libertad para Luis Corvalán
- 1976: Granma
- 1977: Encuentro en Texas
- 1978: La casa de Mario
- 1980: Los dueños del río
- 1980: Madera
- 1982: Vaquero de montañas
- 1989: Crónica informal desde Caracas
- 2004: Una isla en la corriente
- 2004: Los cuatro años que estremecieron al mundo
- 2005: Entrevista a Ricardo Alarcón de Quesada
- 2005: Tres cantos a Nueva Orleans

### Películas
- 1985: Jíbaro
- 1986: Otra mujer
- 1991: Alicia en el pueblo de Maravillas
- 1994: Quiéreme y verás
- 1997: Tropicanita
- 2001: Hacerse el sueco
- 2007: Camino al Edén
- 2010: Lisanka
- 2012: La película de Ana